# San Antonio International
San Francisco Bay Blackhawks is een voormalige Amerikaanse voetbalclub uit San Antonio, Texas. De club werd opgericht in 1987 en opgeheven in 1990. De club speelde vier seizoenen in de Lone Star Soccer Alliance, hierin werd het alleen in het laatste jaar de play-offs gehaald. In het laatste seizoen werd de naam veranderd naar San Antonio Alamo.